# Plinkajmy
Plinkajmy (niem. Plienkeim) – przysiółek wsi Kąpławki w Polsce, położony w województwie warmińsko-mazurskim, w powiecie kętrzyńskim, w gminie Barciany.
Brak zabudowy w przysiółku.
W latach 1975–1998 przysiółek administracyjnie należał do województwa olsztyńskiego.